# Okręg Mirdita
Okręg Mirdita (alb. rrethi i Mirditës) – jeden z trzydziestu sześciu okręgów administracyjnych w Albanii; leży w północnej części kraju, w obwodzie Lezha. Liczy ok. 27 tys. osób (2008) i zajmuje powierzchnię 867 km². Jego stolicą jest Rrëshen.
Inne miasta: Kurbnesh i Rubik.